# Cerniébaud
Cerniébaud – miejscowość i gmina we Francji, w regionie Burgundia-Franche-Comté, w departamencie Jura.
Według danych na rok 1990 gminę zamieszkiwało 49 osób, a gęstość zaludnienia wynosiła 5 osób/km² (wśród 1786 gmin Franche-Comté Cerniébaud plasuje się na 694. miejscu pod względem liczby ludności, natomiast pod względem powierzchni na miejscu 447.).